# かねまん
かねまんは、東京都中央区日本橋人形町のふぐ日本料理店である。店名は「可彌滿」と漢字を当てて書かれたこともある。

## 概要
明治13年（1880年、富山県出身の初代が日本橋魚河岸での屋台商売から人形町に創業。東京で最初のふぐ料理の認可を受けた店。元祖江戸式ふぐ料理を掲げ江戸前で捕れたふぐのさい鍋は元祖であり商標登録。下関直送のとらふぐを用いたちり鍋はシンプルな具材でふぐ汁の風味を重視している。初代中田岩松から続く手作りの「ポンズ」と「福上げ(ふぐの唐揚げ)」タレ（つけ地）を用いている。
人形町は谷崎潤一郎が幼少期を過ごした場所であり、谷崎は1958年4月に著した「ふるさと」の中でかねまんに言及している。また戦前の一時期、兜町で株屋に勤めていた池波正太郎もよく来店していたが、戦後の文章では「味はまったく変ってしまった」と書いている。戦後の復興により、さい鍋は献立から消えまったく味付けの違う、ちり鍋のみとなった事が綴られている。